# Mission to Mars (livro)
Mission to Mars: My Vision for Space Exploration é um livro de 2013 escrito pelo ex-astronauta da Nasa Buzz Aldrin. O livro foi lançado em 7 de maio de 2013 pela National Geographic Livros. No livro, Aldrin descreve o seu plano para que os seres humanos sejam capazes de colonizar Marte até o ano de 2035.

## Referencias
1. ↑  Pearlman, Robert (8 de maio de 2013). «Moonwalker Buzz Aldrin Launches 'Mission to Mars' Book Tour». Yahoo.com. Consultado em 12 de maio de 2013
2. ↑  Woollaston, Victoria (9 de maio de 2013). «Life on Mars: Buzz Aldrin announce plans to colonise the red planet by 2035». The Daily Mail. Daily Mail and General Trust. Consultado em 12 de maio de 2013

- Este artigo foi inicialmente traduzido, total ou parcialmente, do artigo da Wikipédia em inglês cujo título é «Mission to Mars (book)».